# Luigi Fresco
Luigi Fresco (Rovereto, Italia, 4 de abril de 1961-) es un entrenador, dirigente deportivo y profesor italiano. Actualmente dirige al Virtus Verona de la Serie C de Italia, equipo del cual también es presidente.
Desde 1982 ocupa la banca del equipo veronés, al que ha dirigido desde la Terza Categoria hasta la Serie C italiana. Sus 42 años comandando el  equipo lo convierten en el técnico con la mayor permanencia en un mismo banquillo del fútbol italiano, por ello se le apoda Ferguson d'Italia (El Ferguson de Italia).
También desde 1982 también es presidente de la Virtus Verona, siendo así uno de los pocos técnicos en ostentar la doble función de entrenador-presidente. 
Obtuvo un total de 7 ascensos, 2 de los cuales de la D a la C (el playoff de la temporada 2012-2013 y la victoria del campeonato 2017-2018 ) y 3 descensos (a la Terza Categoría en 1981-82 y a la Serie D en 2013-2014 y 2018-2019, luego readmitido en la Serie C al final del campeonato).

## Trayectoria
Se unió al club amateur Virtus Verona cuando era niño, primero como defensa central y entrenador juvenil. En 1982 fue nombrado presidente del Virtus Verona y se nombró a sí mismo entrenador del club, que en ese momento jugaba en la Terza Categoria, la división más baja del fútbol italiano, sin lograr evitar el descenso del club. Confirmado también para la temporada siguiente, es entrenador y presidente del club desde dicha temporada.
Bajo su dirección, Virtus Verona fue escalando categorías a lo largo de los años: el tercer puesto en la Terza Categoría 1982-1983 valió el ascenso a la Seconda Categoría, que los Virtussini abandonaron en 1986-1987 en virtud de otro tercer puesto; el ascenso a Promozione se produce tras el segundo puesto en la Prima Categoría 1990-1991, mientras que el ascenso a Eccellenza se produce a finales del año 1999-2000 tras vencer 3-2 al Santa María Camisano en un repechaje.
Bajo su dirección llevó al Virtus a la victoria en la Copa Italiana Amateur Veneto 2005-2006 y a la posterior clasificación a la fase nacional: en esa misma temporada, el primer puesto en la Eccellenza Veneto 2005-2006 permitió al club veronés ascender a la Serie D.
La victoria de los playoffs nacionales del campeonato de la Serie D 2012-13 en la final disputada en Foligno contra Casertana y ganada por 3-1 permite al Virtus Verona obtener la repesca en la División Lega Pro Seconda 2013-14. En el histórico primer año entre los profesionales, también gracias al elevado número de descensos debido a la reforma de los campeonatos, a pesar del puesto 14 el equipo no pudo mantener la categoría y regresó a la Serie D.
Al final de la temporada 2017-18, Fresco devuelve al Virtus Verona de regreso a Serie C, tras finalizar primero de su grupo. En la temporada 2018-2019 no pudo evitar el descenso mediante los playouts (1-0 y 0-2 ante Rimini). En verano el club fue readmitido en la Serie C y en 2019-20 logró un histórico duodécimo puesto en la tercera serie; al final de la temporada siguiente se clasificó para el último puesto disponible para el playoffs de ascenso a la Serie B. Después de eliminar al Triestina por 1-0, el empate (1-1) contra el mejor clasificado Feralpisalò al final de la temporada regular marcó la eliminación del equipo de Verona de los play-offs de ascenso.
En la temporada 2021-22 llevó al Virtus a la salvación del descenso, al mismo tiempo que estuvo cerca de llegar a los play-offs, perdiendo solo por el peor resultado en los enfrentamientos directos con Pro Patria. En la temporada 2022-23 llevó al Virtus a su mejor campeonato de tercera serie de la historia, finalizando sexto en la final y llegando a los play-offs donde quedó eliminado en la primera ronda de la fase nacional a manos del Pescara.
Durante su presidencia del Virtus Verona, supervisó la transformación a un club polideportivo, además integrando a los Inmigrantes y refugiados de la Provincia de Verona.

## Clubes
| Club          | País   | Año       |
| ------------- | ------ | --------- |
| Virtus Verona | Italia | 1982-Act. |

## Palmarés

### Campeonatos nacionales
| Título  | Club          | País   | Año             |
| ------- | ------------- | ------ | --------------- |
| Serie D | Virtus Verona | Italia | 2017-18 Grupo C |

### Campeonatos regionales
| Título                         | Club          | País   | Año             |
| ------------------------------ | ------------- | ------ | --------------- |
| Eccellenza                     | Virtus Verona | Italia | 2005-06 Grupo A |
| Coppa Italia Dilettanti Veneto | Virtus Verona | Italia | 2005-06         |